# Oldenico
Oldenico – miejscowość i gmina we Włoszech, w regionie Piemont, w prowincji Vercelli.
Według danych na rok 2004 gminę zamieszkiwały 254 osoby, 42,3 os./km².